# Incles
Incles es un pueblo de Andorra, perteneciente a la parroquia de Canillo, situado en el valle de Incles.

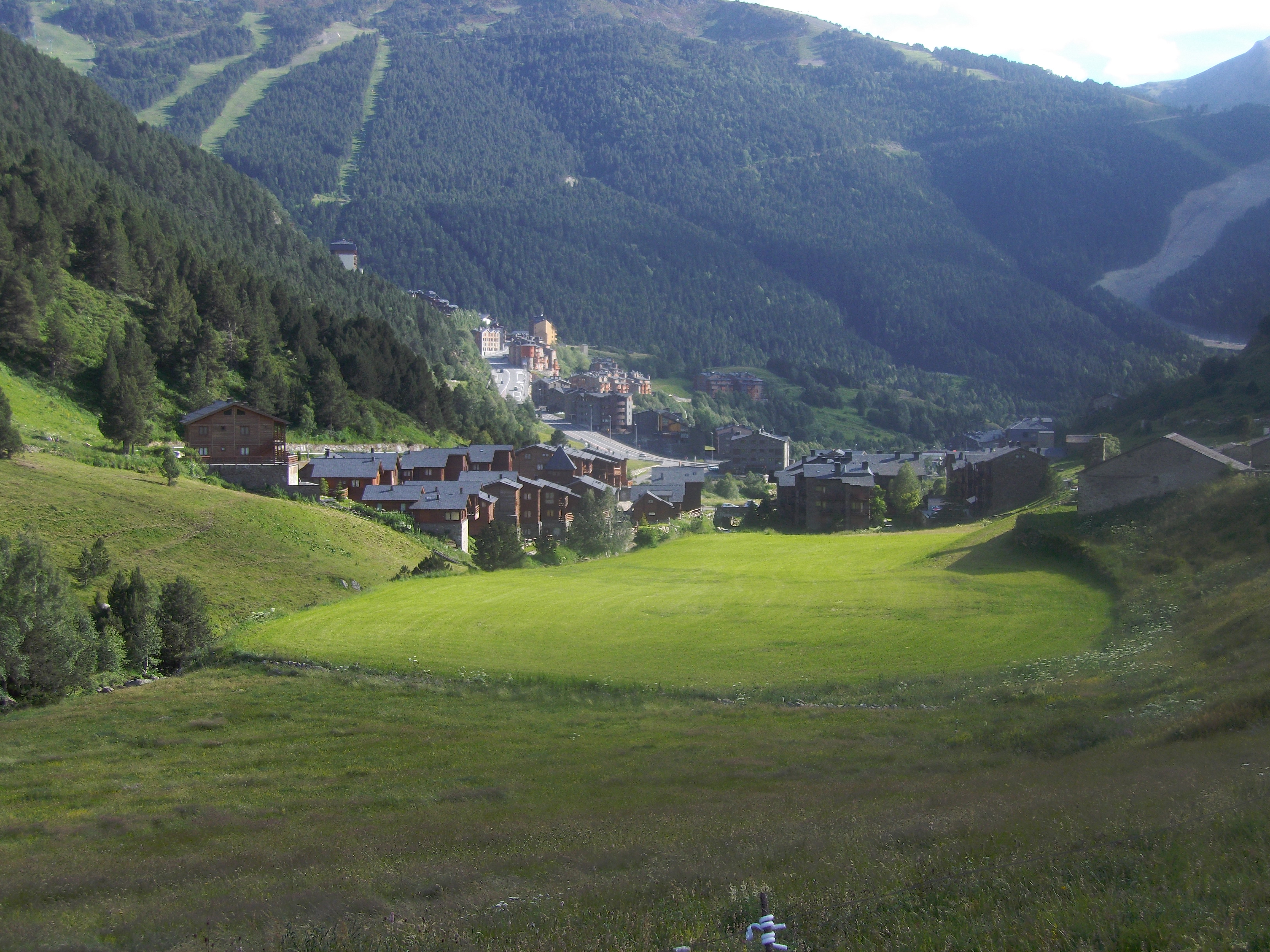
Vista de Incles desde el valle homónimo.

En 2015 tenía 330 habitantes.